# روابط خارجی مصر باستان
آنچه که از روابط خارجی با سایر دولت‌های خارجی در مصر باستان برای ما فعلاً موجود است از ارتباطات خارجی پیش از سلسله‌ها و مصر باستان تا سال ۳۴۳ پیش از میلاد است.

## ازدواج‌ سیاسی، راهی برای برقراری روابط خارجه
بیشتر پادشاهان دوره‌ی جدید برای تقویت پیوند میان دولت‌ها، ازدواج‌های سیاسی ترتیب می‌دادند. این‌گونه ازدواج‌ها به عشق و تفاهم میان زوجین هیچ ربطی نداشت. امروزه تعدادی نامه به دست آمده است که دو نوع ازدواج سیاسی را شرح می‌دهد:
1. چنانجه پادشاه کشور بیگانه، هم‌ردیف پادشاه مصر بود، هر دو جناح یکدیگر را "برادر" می‌خواندند و تدارکات و مقدمات، بیشتر در یک ردیف قرار می‌گرفت.
2. اگر کشور خارجی، ایالتی تابع و مالیات دهنده بود، پادشاه مصر را "اربابم-خدایم" خطاب می‌کردند. ازدواج‌های این چنینی را، همچون غنیمت می‌دانستند.[۱]

بعد از آنکه این عروس‌های دیپلماتیک با همراهان و اطرافیان خود ،که گاهی تعداد ایشان تا سیصد نفر هم ثبت شده است، وارد مصر می‌شدند، دیگر اجازه برقراری ارتباط با خانواده‌های خود را نداشتند زیرا احتمال آن می‌رفت که عروس‌های خارجی بر خلاف منافع مصر عمل کنند و اسرار نظامی و حکومتی را فاش کنند؛ مثلاً در نامه‌ای که از سوی پادشاه هیتی برای رامسس دوم نوشته شده، او از حال دخترش که به عنوان عروس دیپلماتیک روانه مصر شده بود، جویا می‌شود. این نشان می‌دهد که دختر با دیگران هیچ ارتباطی نداشته است.
پادشاهان مصر با شاهدخت‌های سایر کشورهای بیگانه ازدواج می‌کردند، اما شهبانوهای مصری را به شاهزادگان خارجی نمی‌دادند. چنین تمایزی در یکی از نامه‌های دیپلماتیک عمارنه مبنی بر در خواست پادشاه بابل به آمنهوتب سوم برای عقد یک عروس مصری کاملاً روشن شده است. به پادشاه بابل، بدون هیچ تعارفی گفته بودند:« از قدیم الایام دختر پادشاه مصر را برای ازدواج به هیچکس نمی‌دهند.»
این جواب قاطع تا مقداری برای پادشاه بابل توهین‌آمیز تلقی می‌شد زیرا خواهرش در اندرونی مصریان بود.

### رامسس دوم و ازدواج‌های دیپلماتیک
شماری از ازدواج‌های رامسس دوم دیپلماتیک بود. ستون سنگی یادبود ازدواج رامسس دوم، ازدواجی میان او و شاهزاده هیتی را در سال 35 ثبت کرده است.

## نبته پلایای ماقبل تاریخ (حدود ۷۵۰۰ سال قبل از میلاد)
در نبته پلایا تا پایان هزاره ششم پیش از میلاد، مصریان ماقبل تاریخ بز و گوسفند را از جنوب غربی آسیا وارد می‌کردند.

## بداری پیش دودمانی (حدود ۴۵۰۰-۴۰۰۰ قبل از میلاد)
آثار باستانی خارجی مربوط به هزاره پنجم پیش از میلاد در فرهنگ بداری مصر، نشان‌دهنده ارتباط با سوریه و اوروک است.

## نقادهپیش دودمانی،گرزهومعادی(حدود ۴۴۰۰–۳١۰۰ قبل از میلاد)

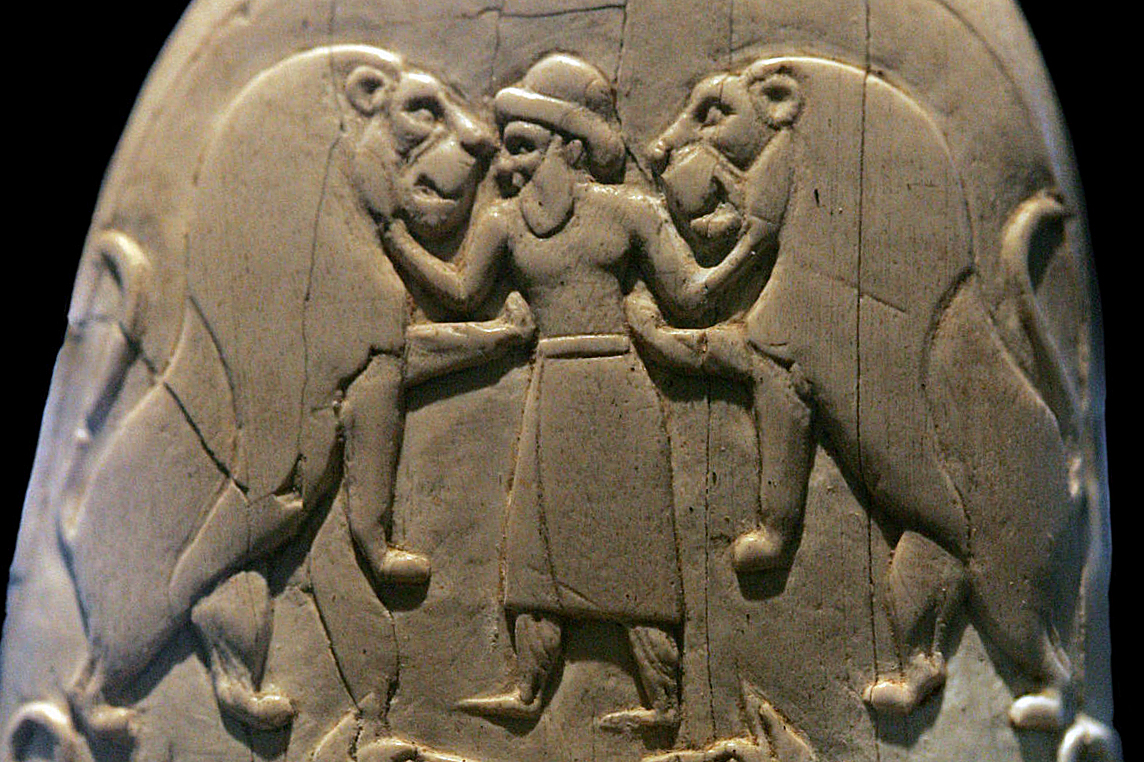
پادشاه بین‌النهرین به عنوان پروردگار جانوران بر روی چاقوی جبل‌ ارک، مربوط به حدود ۳۳۰۰-۳۲۰۰ پ.م

مصریان پیش از سلسله در دوره نقاده اول با نوبیا در جنوب، واحه‌های صحرای غربی در غرب و فرهنگ‌های شرق مدیترانه در شرق تجارت می‌کردند. آنها همچنین ابسیدین را از اتیوپی برای شکل دادن به تیغه‌ها و اشیاء دیگر وارد می‌کردند. نمونه‌های زغال یافت شده در مقبره‌های نخن، که قدمت آنها به دوره‌های نقاده اول و دوم برمی‌گردد، به عنوان چوب سدر لبنان شناسایی شده‌اند. مصنوعات مصری مربوط به این دوران در کنعان و دیگر مناطق خاور نزدیک، از جمله تل براک و اوروک و شوش نیز یافت شده‌اند.
سنگ لاجورد به شکل مهره، از تنها منبع شناخته‌شده‌ی ماقبل تاریخ آن یعنی منطقه بدخشان، در شمال شرقی افغانستان به برای تجارت گرزه باستان رسید.
در نیمه اول هزاره چهارم پیش از میلاد، مصریان در معادی، سفال را از کنعان وارد می‌کردند.

## دوره آغازی دودمانی (حدود ۳۱۰۰–۲۵۷۵ پیش از میلاد)

چاقوی چخماقی ساخت خاورنزدیک که به عنوان یک کالای صادراتی به مصر باستان در زمان دودمان نخست فرستاده شده است.

شواهد مربوط به ارتباطات دوره آغازی دودمانی مصر باستان اساساً ادامه‌ی ارتباطات‌ پیش از سلسله‌های فوق با گسترش بیشتر به سودان است. همچنین نشانه‌هایی از ارتباط  با دریای اژه و جزیره کرت در این دوره وجود دارد، اما این شواهد ضعیف است.
نارمر سفال‌های مصری را در جنوب کنعان تولید می‌کرد، با نام خود که روی ظروف حک شده بود، و سپس دوباره به مصر صادر می‌کرد. کارگاه‌های تولید سفال مصری در تل آراد، منطقه غزه (اِن بسور)، رفح و تل عرینی بود.
یک مستعمره مصری که در جنوب کنعان مستقر بود، به همین دوران برمی‌گردد. سفال‌های مصری سلسله اول در جنوب کنعان یافت شده‌اند برخی از آنها نام نارمر را در بر دارند. از دیگر بازتاب‌های ارتباطات باستانی با خاور نزدیک، می‌توان به طرحی از یک چاقوی سنگ چخماقی اشاره کرد.

## پادشاهی کهن (قبل از حدود ۲۱۳۴ پیش از میلاد)

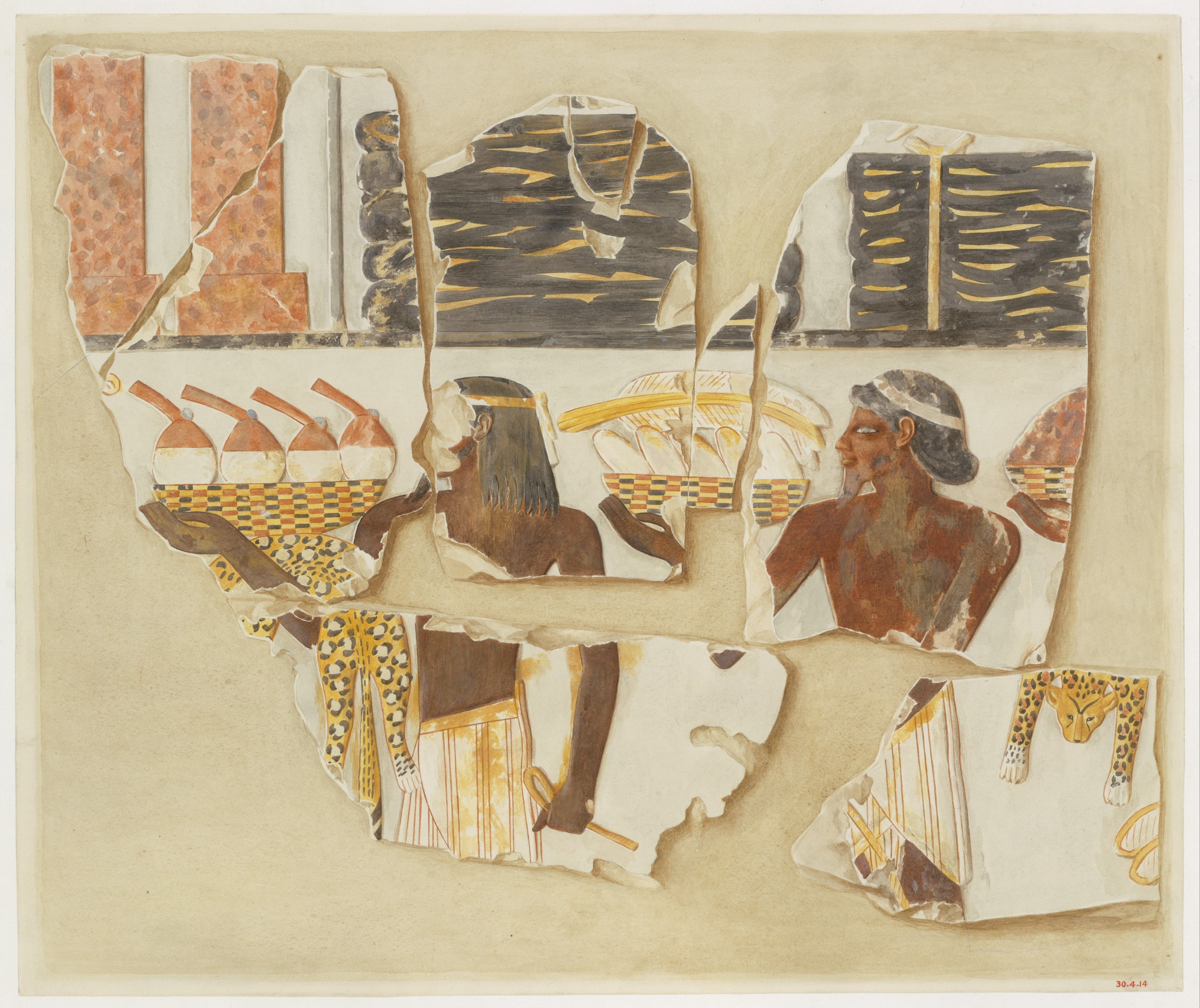
آسیایی‌هایی که از شرق برای هدایایی می‌آورند(معبد پویمر-تبس)

شواهد تجارت پادشاهی کهن (نقشه اینجا) از جنوب به نوبیا (در سودان و اتیوپی امروزی) و پونت (احتمالاً اتیوپی/اریتره امروزی یا مناطق مرزی اریتره-سودان، احتمالاً سومالی)، از شرق به خاور نزدیک (جبیل و ابلا، سوریه)، از شمال به دریای اژه و جزایر یونان، و از غرب (شواهد محدود) به لیبی گسترش یافته است.
مسیر تجاری درب الاربعین که از خارجه در جنوب و اسیوط در شمال عبور می‌کرد، از همان اوایل پادشاهی کهن برای حمل و نقل و تجارت طلا، عاج، ادویه، گندم، حیوانات و گیاهان مورد استفاده قرار می‌گرفت.

## پادشاهی میانه (قبل از حدود ۱۶۴۸ پیش از میلاد)
شواهد ارتباط پادشاهی میانه (نقشه اینجا) در قسمت جنوبی مصر به سرزمین نوبیا، به ویژه بوهین و کِرمَه می‌رسد. نوبیایی‌ها نیز در این دوره در مصر باستان زندگی می‌کردند. ارتباطات مصری‌ها در قسمت شرقی مصر با اشیاء و آثار نقش‌دار مصر باستان که در خاور نزدیک، از جمله آناتولی و بیبلوس و مناطق باستانی اطراف کنعان و سوریه یافت شده‌اند، نشان داده شده است. برخی از پادشاهان بیبلوس در حالی که با اقلام مصری دفن شده بودند، یافت شده‌اند. در سمت غربی مصر، شواهد رابطه با لیبی عموماً به سفرهای نظامی محدود می‌شود. در سمت شمال، ارتباط مصریان باستان با فرهنگ‌های دریای اژه به وسیله‌ی اشیاء و وسایل‌های به جا مانده‌ی مینوسی یافت شده در مصر مشخص شده است.

## پادشاهی نوین (قبل از حدود ۱۰۷۰ پیش از میلاد)
به نظر می‌رسد ارتباطات پادشاهی نوین (به جز یونان) تحت نظارت و سلطه فعالیت‌های نظامی بوده است. ارتباطات قوی مصریان با همسایگان شمالی یعنی کرت، میسنی و هلادی (در جزایر دریای اژه) در این مدت ادامه داشته است. در جنوب، مصریان سرزمین نوبیه را فتح کردند. در شرق، مصری‌ها با موفقیت فلسطین و سوریه را فتح کردند که با مخالفت و دشمنی میتانی‌ها و هیتی‌ها مواجه شدند. اگرچه به نظر می‌رسد که تجارت محدود بین مناطق ادامه داشته است و به اولین پیمان صلح شناخته شده جهان، یعنی معاهده مروارید بین رامسس دوم و هیتی‌ها، منجر شده است.در غرب مصر نیز ارتباط با لیبی دوباره به طور کلی به فعالیت‌های نظامی محدود می‌شد.

لوح سنگی در وسط، پتاه و پشت سر او الهه آسیایی عشتروت را با عنوان «بانوی آسمان، بانوی همه خدایان» نشان می‌دهد. دودمان نوزدهم (حدود ۱۲۱۳-۱۲۰۳ پیش از میلاد)

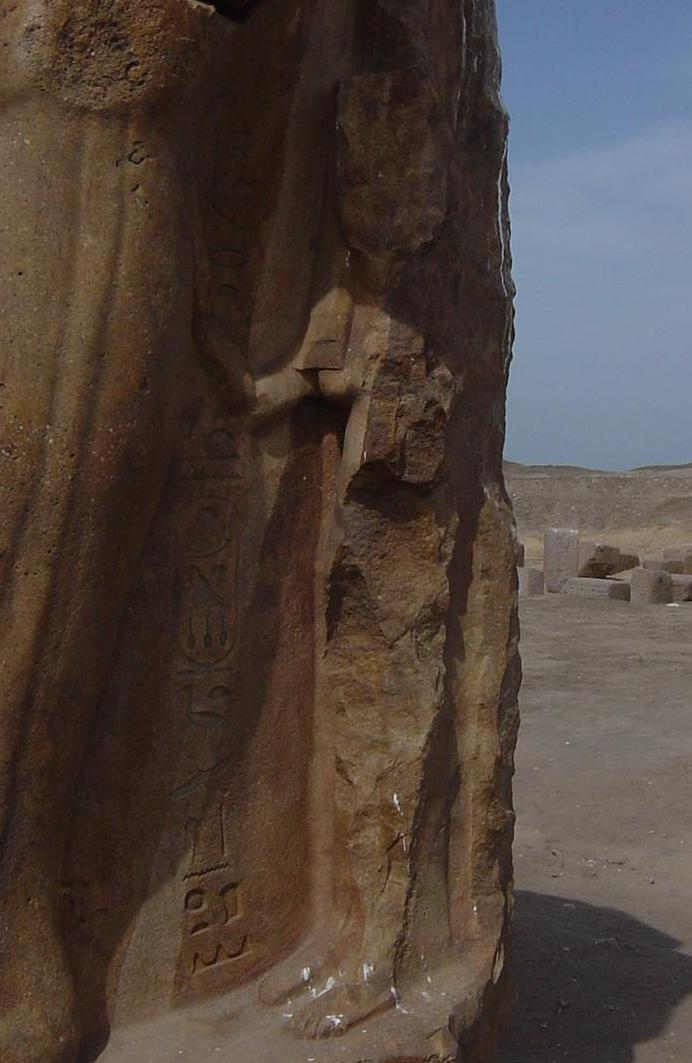
مجسمه مات-نفرورع در تانیس

### روابط خارجی دولت‌های آسیایی با مصر باستان در پادشاهی نوین
- جنگ‌ها: از آغاز دودمان هجدهم، روابط مصر با خاور نزدیک تحت تاثیر اقدامات نظامی بود. پادشاهان مصر سعی می‌کردند کنترل بیشتر سوریه و فلسطین را به دست گیرند. این منطقه در این دوره به دولت-شهرهای کوچک تقسیم شده بود که هیچ یک از آنها منابع و قدرت مقاومت در برابر مصر را نداشتند. در شمال، مصری‌ها با دو قدرت بزرگتر روبرو شدند: امپراتوری میتانی (مناطق داخلی سوریه امروزی) و امپراتوری هیتی (ترکیه امروزی از مرکز تا شرق). هر دوی این امپراتوری‌ها مانع گسترش قلمروی مصرباستان می‌شدند.[۳۲]
- تجارت: یکی از منافع عمده مصریان باستان در خاور نزدیک باید کار روی مواد خام و فرآوری آنها بوده باشد که به عنوان خراج یا غنیمت به مصر معامله یا آورده می‌شدند مانند چوب، گاو، اسب، نقره، مس و عاج.[۳۲]
- خدایان آسیایی در مصر باستان: چندین خدایانی که قبلاً در مصر ناشناخته بودند، اکنون در مصر مورد پرستش قرار می‌گرفتند مانند عشتروت(الهه باروری)، رشف(خدای جنگ)، بعل و کتش. بسیاری از اشیاء مربوط به این خدایان در ممفیس، یک مرکز تجاری مهم در مصر باستان، که احتمالاً بسیاری از خارجی‌ها در آنجا زندگی می‌کردند، یافت شده است. ممکن است آیین پرستش چنین خدایانی توسط خارجی‌ها به مصر معرفی شده باشد، اما بسیاری از مصری‌ها نیز در این دوره و دوره‌های بعدی آنها را می‌پرستیدند.[۳۲]
- تصاویر آسیایی‌ها در هنر مصر باستان: مردم خاور نزدیک اغلب در سنگ‌نگاره‌ها و نقاشی‌های پادشاهی نوین نشان داده می‌شوند. در صحنه‌های نقاشی شده مقبره‌ها، آنها به عنوان افرادی که کالاها و هدایا را می‌آورند، نشان داده می‌شوند. در صحنه‌های معابد، آنها در همان نقش و همچنین در صحنه‌های نبرد که پیروزی‌های فرعون‌های مصری را جشن می‌گیرند، نشان داده می‌شوند. آنها با ریش‌های بلند، پوست روشن‌تر و لباس‌های رنگارنگی که تمام بدن را می‌پوشاند، قابل تشخیص هستند.[۳۲]
- ارتباطات دیپلماتیک و سیاسی مصریان با دولت‌های آسیایی: ارتباط‌های دیپلماتیک بین مصر و کشورهای آسیایی به ویژه در دو دوره به خوبی نمایان شده است: دوره عمارنه و سلطنت رامسس دوم. شواهدی برای ارتباطات دیپلماتیک در دوره‌های دیگر پادشاهی جدید وجود دارد، اما این شواهد به این اندازه این دو، کافی و فراوان نیستند. ارتباط‌ های دیپلماتیک (از طریق نامه‌های نوشته شده به خط میخی) بین کشورهای خاورمیانه در آغاز هزاره دوم قبل از میلاد به خوبی مشخص شده است. با این حال، به نظر نمی‌رسد مصر باستان بخشی از این شبکه ارتباطی بین‌المللی اولیه بوده باشد. به نظر می‌رسد این وضعیت در آغاز سلسله هجدهم تغییر کرده باشد یعنی زمانی که پادشاهان مصر به طور منظم شروع به ارتباط و نامه‌نگاری مستقیم با حاکمان آسیا کردند.[۳۲]
- هیتی‌ها: داستان جنگ و صلح: امپراتوری قدرتمند هیتی (با مرکزیت ترکیه امروزی) یکی از دشمنان اصلی مصر باستان در خاور نزدیک بود. در کادش (شهری در سوریه) ارتش‌ رامسس دوم با ارتش‌ هیتی درگیر شدند، اما هیچ یک از طرفین نتوانستند پیروزی قاطعی کسب کنند. پس از نبرد، خصومت‌ها ادامه یافت تا اینکه هر دو امپراتوری اولین پیمان صلح شناخته شده در تاریخ جهان را ترتیب دادند که معروف به پیمان مروارید شد و سپس رامسس دوم با دختر پادشاه هیتی یعنی مات‌نفرورع ازدواج کرد. او دختر پادشاه هیتی، خَتوشیلی سوم، و همسرش پدوخپا بود. او در سی و چهارمین یا پنجمین سال سلطنت رامسس دوم با او ازدواج کرد.[۳۳]
- وضعیت حکومت مصر در آسیا در دودمان هجدهم: در دوران دودمان هجدهم، هیچ مدرکی دال بر کنترل سوریه و فلسطین به وسعتی که در سرزمین نوبه مشاهده می‌شود، وجود ندارد. به نظر می‌رسد دولت-شهرهای منطقه در بیشتر موارد، دست نشانده‌های سستی بوده‌اند که فقط گاهی مجبور به پرداخت نوعی خراج و مالیات بوده‌اند. برخلاف سرزمین نوبه، هیچ نظام اداری گسترده‌ای به سبک مصری در آسیای غربی تأسیس نشد.[۳۲]
- وضعیت حکومت مصر در دودمانهای نوزدهم و بیستم: شواهدی مبنی بر حضور قوی‌تر مصریان باستان در جنوب فلسطین وجود دارد. در چندین مکان خانه‌هایی به سبک مصری پیدا شده است که احتمالاً متعلق به مردم عادی مصری (یا دست‌نشاندگان فرعون) ساکن در اینجا بوده‌اند. آداب و رسوم خاکسپاری در این منطقه بسیار تحت تأثیر فرهنگ مصر است: به ویژه، به نظر می‌رسد استفاده از تابوت‌های سفالی به شکل انسان مستقیماً از فرهنگ مصری آمده است. کتیبه‌ها و اشیاء مصری زیادی در آن منطقه یافت شده است. به نظر می‌رسد این کنترل و نظارت مستقیم پس از رامسس چهارم، آخرین حاکم پادشاهی نوین پایان یافته است. پس از سلطنت رامسس چهارم، به نظر می‌رسد مصریان فلسطین را ترک کرده‌اند.[۳۲]

## دوره متأخر (قبل از حدود ۳۴۳ پیش از میلاد)
به نظر می‌رسد ارتباطات خارجی در دوره پایانی مصر باستان، صرفاً ادامه ارتباطات پادشاهی نوین بوده است. لشکرکشی‌های نظامی دوباره در همه جا به جز یونان باستان ادامه یافت. در واقع، در این دوره شواهدی از سربازان یونانی وجود دارد که برای فراعنه‌ی مصر می‌جنگیدند و یک پست تجاری حمل و نقل یونانی به نام ناوکراتیس را در مصر تأسیس کردند. نوبیا در این دوره تحت سلطه مصر باستان قرار گرفت. با این حال، سرانجام، در دودمان بیست و پنجم، نوبیا سرزمین مصر را فتح و کنترل می‌کند، اما بعداً توسط آشوریان سرنگون می‌شوند. علاوه بر این، برخی از محققان معتقدند که آشوریان بعداً توسط نپاتانی‌ها بیرون رانده شدند.
مسیر تجاری درب الاربعین که توسط هرودوت به عنوان جاده‌ای که «در چهل روز پیموده می‌شود» توصیف شده است، در زمان او به یک مسیر زمینی مهم تبدیل شد که تجارت بین نوبیا و مصر را تسهیل می‌کرد. در شرق، مصر کنترل قبرس را به دست گرفت، اما با وجود تلاش‌های متعدد، هرگز فلسطین را به دست نیاورد. باز هم، ارتباطات مصر با لیبی در این دوره عموماً به فعالیت‌های نظامی محدود می‌شد.